# Liste der Naturdenkmale in Steinalben
Die Liste der Naturdenkmale in Steinalben nennt die im Gemeindegebiet von Steinalben ausgewiesenen Naturdenkmale (Stand 23. Mai 2024).

## Naturdenkmale
| Nr.         | Bezeichnung | Lage                                            | Beschreibung  | Bild                                    |
| ----------- | ----------- | ----------------------------------------------- | ------------- | --------------------------------------- |
| ND-7340-327 | Dicke Eiche | westlich des Ortes; Abteilung Finkenschlag Lage | Quercus robur | Direkt Bild zu diesem Denkmal hochladen |